# وودی گاتری
وودرو ویلسون گاتری (به انگلیسی: Woodrow Wilson Guthrie) ‏(۱۴ ژوئیهٔ ۱۹۱۲ - ۳ اکتبر ۱۹۶۷) معروف به وودی گاتری، خواننده، ترانه‌سرا و نوازنده گیتار سوسیالیست آمریکایی بود. او با آهنگ هایی که برای مهاجران پس از توفان غبار در تگزاس و اوکلاهما نوشت به شهرت رسید.
ترانه‌های او بیشتر مضمون سیاسی و اعتراضی داشت. این‌جا سرزمین شماست مشهورترین ترانهٔ اوست.